# Mustafa Dağıstanlı
Mustafa Dağıstanlı (Söğütpınar, Çarşamba, Samsun, 3 de novembro de 1931 - 18 de setembro de 2022) foi um lutador de luta livre turco.

## Carreira
Foi vencedor da medalha de ouro na categoria de 52-57 kg em Melbourne 1956.
Foi vencedor da medalha de ouro na categoria de 57-62 kg em Roma 1960.